# Kostel svatého Ignáce z Loyoly (Paříž)
Kostel svatého Ignáce (fr. Église Saint-Ignace) je katolický kostel v 6. obvodu v Paříži, v ulici Rue de Sèvres zasvěcený zakladateli jezuitského řádu Ignácovi z Loyoly.
Kostel je součástí pařížské jezuitské vysoké školy Centre Sèvres a nemá vlastní farnost. Základní kámen byl položen 17. října 1855 a stavba byla dokončena v roce 1858. Rozměry jsou: délka 50 metrů, šířka 23 metry, výška 27 metrů.